# Estación Virginia
Virginia es una estación de ferrocarril ubicada en la localidad homónima, departamento Castellanos, provincia de Santa Fe, Argentina.

## Servicios
No presta servicios de pasajeros ni de cargas. Sus vías corresponden al Ramal F2 del Ferrocarril General Belgrano. Sus vías e instalaciones están concesionadas a la empresa Trenes Argentinos Cargas.
Hasta los años 1960 se desprendía un pequeño ramal hasta Moisés Ville.
Hasta inicios de la década de 1980, prestaba servicios de pasajeros de media distancia entre la estación Santa Fe hasta la estación San Cristóbal.